# Raffish
Le Raffish sono state un gruppo musicale olandese femminile, formatosi nel 2004 attraverso l'edizione locale del talent show Popstars - The Rivals.
Il gruppo era composto da Esri Dijkstra (5 marzo 1988), Eva Simons (27 aprile 1984), Lianne Van Groen (17 marzo 1985), Nora Dalal (1º gennaio 1981) e Sharon Doorson (24 aprile 1987).

## Storia
Dopo aver firmato un contratto con la Universal, nel dicembre 2004 pubblicano il loro primo singolo, Plaything, che ha riscosso molto successo in Olanda, arrivando in vetta alla classifica.
Il singolo ha preceduto la pubblicazione dell'album How Raffish Are You?, risalente al gennaio 2005 ed arrivato alla quattordicesima posizione della classifica nei Paesi Bassi.
Sempre all'inizio del 2005 hanno pubblicato il singolo di beneficenza Als Je Iets Kan Doen, a seguito dello tsunami in Asia.
Il secondo singolo Thursday's Child non ottiene risultati di vendita eclatanti, ma raggiunge comunque la ventottesima posizione della classifica dello stesso paese.
Dopo diversi mesi viene progettata la pubblicazione di un altro singolo, Let Go, per il quale è stata avviata una collaborazione con DJ Chuckie e Patrick Árvai per la creazione di un remix da cantare insieme al cantante olandese Giò. Il singolo ottiene la ventisettesima posizione della classifica di vendita dei Paesi Bassi, dando alla band ulteriore visibilità.
Le Raffish vennero anche nominate nella categoria "Miglior Gruppo Pop" ai TMF Awards.
Nell'estate del 2005 Eva Simons lascia il gruppo. Successivamente incominciano a nascere, tra le altre componenti, litigi ed incomprensioni, che portarono allo scioglimento ufficiale del gruppo avvenuto nel febbraio del 2006. Successivamente tutte e cinque le Raffish, con più o meno successo, si sono lanciate in una carriera solista.

## Discografia

### Album
- 2005 - How Raffish Are You?

### Singoli
- 2004 - Plaything
- 2005 - Als Je Iets Kan Doen
- 2005 - Thursday's Child
- 2005 - Let Go (Ft Giò)